# Leo Betzl
Leopold „Leo“ Betzl (* 1991 in Rosenheim) ist ein deutscher Jazzmusiker (Piano, Komposition).

## Leben und Wirken
Betzl, der in Großkarolinenfeld aufwuchs, erhielt seit dem siebten Lebensjahr klassischen Klavierunterricht. Mit zehn Jahren begann er, auf dem Keyboard, Rockmusik zu spielen; seit 2002 ist er in der Rockband Red Stingray aktiv. Zudem wurde er von der CD-Sammlung seines Vaters geprägt; dieser gab ihm mit 15 Jahren ein Album von Michel Camilo. Da ihn diese Musik faszinierte, begann er autodidaktisch in dieser Richtung zu spielen. Zwischen 2011 und 2015 absolvierte er das Bachelor-Studium Jazzpiano mit Nebenfach Klassik an der Hochschule für Musik und Theater München bei Tizian Jost. Von 2015 bis 2017 schloss sich ein Masterstudium an derselben Hochschule an.
Mit dem Schlagzeuger Sebastian Wolfgruber, den er schon vorher kannte, spielte er seit Beginn des Studiums zusammen. Im dritten Semester entstand das Trio LBT, und seit 2013 existiert die aktuelle Besetzung mit Maximilian Hirning am Kontrabass. Mit LBT hat er vier Alben und eine EP veröffentlicht. Daneben spielt er im Valentin Preißler Quartett und im Vincent Eberle Quintett sowie mit der Earforce Bigband, mit Roman Sladeks Jazzrausch Bigband und dem Christian Elsässer Jazz Orchester. Auch trat er mit Terry Lyne Carrington, Dusko Goykovich und Jason Seizer auf.

## Preise und Auszeichnungen
Betzl gewann 2014 den ersten Platz beim Steinway Solopiano Wettbewerb und 2015 den zweiten Preis beim Yamaha Solopiano Wettbewerb für die bayerischen Musikhochschulen. Die Münchner Musikhochschule verlieh Betzl den Kurt Maas Jazz Award 2015 (was mit einem Sommerkurs am Berklee College of Music verbunden war). Im selben Jahr erhielt er den Bayerischen Kunstförderpreis in der Sparte Musik. 2016 bekam er nicht nur den Kultur-Förderpreis seiner Geburtsstadt Rosenheim, sondern auch den Hansjörg-Henzler-Jazzpreis der Landesarbeitsgemeinschaft Jazz. 2018 gewann er mit dem Vincent Eberle Quintett den Neuen Deutschen Jazzpreis. Mit LBT gewann er 2018 das Finale des BMW Welt Jazz Award, 2019 den Nachwuchs-Jazzpreis der Jazzwoche Burghausen.

## Diskographische Hinweise
- LBT: Abstrakt (Enja 2023)[6]
- LBT: Make Kin (Enja 2021; EP)[7]
- LBT: Stereo (Enja 2020)[8]
- LBT: Way Up in the Blue (Enja 2018)
- LBT: Levitation (Solid Pack Records 2016)[9]